# الهوس السري (فلم)
الهوس السري هو فيلم إثارة نفسية أمريكي انتج عام 2019 , من إخراج بيتر سوليفان الذي شارك في كتابة السيناريو مع كرايج وينمان. شارك بالبطولة كل من بريندا سونغ ومايك فوجيل ودينيس هيسبرت وآشلي سكوت. تم إصداره في 18 يوليو 2019 بواسطة Netflix .

## القصة
في ليلة ممطرة تركض امراة (بريندا سونغ) إلى الشارع هربا من مطاردها غير معروف الهوية، تصطدم بسيارة وتفقدها الوعي. تستيقظ في المستشفى وهي فاقدة للذاكرة للمدى القصير أي انها لا تتذكر شيئا عن الحادثه أو حياتها قبل ذلك. ياتي رجل (مايك فوجيل) إلى المستشفى يعرف نفسه على انه زوجها راسل ويليامز ويقول ان اسمها جينيفر. يساعدها على استعادة ذاكرتها ويعرض عليها صور لحياتها، اخبرها انها تركت عملها وان والداها توفا بحادثة حريق من عامين وانها نادرا ما تتحدث إلى اصدقائها.
المحقق فرانك بايج (دينيس هايسبرت)، رجل مهووس بعمله بعد فشله بمحاولة العثور على خاطف ابنته الصغيرة وهي بعمر العاشرة، يشتبه ان ما حصل مع جينيفر ليس بحادثه والذي يشتبه في راسل خصوصا بعد معرفته انه يقود شاحنه بيضاء بنفس مواصفات الشاحنة التي شوهدت في منطقة مجاورة من حادث جينيفر. بعد خروج جينيفر من المستشفى ياخذها راسل إلى بيتهم المنعزل، وهناك تطارد جينيفر ومضات قصيرة من ذكريات تلك الليلة الممطرة. تشعر بعدم الارتياح بسبب سلوك راسل الغريب وخصوصا انه يبقيها داخل المنزل، وايضا تلاحظ ان معظم الصور التي في المنزل معدلة بعد خروجها من جنيفر، يأخذها راسل إلى منزلهم المنعزل. يقود تحقيق فرانك إلى منزل والدي جينيفر، حيث يجد جثثهم متعفنة داخله. يعلم من صاحب العمل السابق لجنيفر أن «راسل» هو في الواقع رجل يدعى رايان جاريتي، وهو موظف ذو طابع حاد ومزاجي تم فصله منذ أكثر من شهرين بسبب ضربه لمديره.
وفي يوما ما اثناء خروج راسل من البيت تجد جينيفر هويتها الخاصة في محقظته ويكون اسمها الحقيقي هو جينيفر الآن وبهاذا الاسم تستطيع فتح الكمبيوتر الخاص براسل وتجد صور زوجها الفعلي راسل (دانيال بوكو) وتدرك الخطر الذي تواجهه. وقبل ان تتمكن من الهروب يضربها رايان ويفقدها الوعي ويقيدها إلى السرير بينما يخرج للحصول على الإمدادات. وعندما يعود، يتم الكشف عن جثة راسل الحقيقية والتي تكون في صندوق سيارته.
يصل المحقق إلى منزل ويحاول إنقاذ جينيفر، لكن رايان يضربه ويضعه في الثلاجة.يتذمر من جنيفر أنه كان يحبها لسنوات لكن افتقارها إلى المعاملة بالمثل والزواج من راسل أثار غضبه. تتمكن جينيفر من الهروب إلى الغابة ولكن يطاردها رايان وقبل ان يتمكن من اطلاق النار عليها ياتي فرانك وينقذها، يحاول رايان خنق فرانك لكن جينيفر تطلق النار عليه وترديه قتيلا.
وبعد ثلاثة أشهر تذهب جينيفر لشكر فرانك وتوديعه، يعطي فرانك ملاحظه كتبها زوجها راحل لها يخبرها فيها عن حبه لها

## الممثلين
- بريندا سونغ بدور جينيفر ألين ويليامز
- مايك فوجيل بدور راسل ويليامز / رايان جاريتي
- دينيس هايسبرت في دور المحقق فرانك بيج
- اشلي سكوت في نيرس ماسترز
- بول سلون بدور جيم كان
- دانيال بوكو بدور راسل ويليامز الحقيقي
- سكوت بيت بدور راي
- بلير هيكي بدور سكوت
- مايكل باتريك ماكجيل في دور النقيب فيتزباتريك
- كيسي ليتش بدور تشارلي
- جيم حنا بدور دكتور
- سيارا كارتر كممرضة مكتب
- إريك إتيباري مثل زاندر
- كاتي سالوسكي بدور أمين الصندوق
- جنيفر بيو كأم

## إنتاج
تم التصوير الفيلم في الموقع في بومونا وماليبو، كاليفورنيا في 2018.
تم إصدار الفيلم في 18 يوليو 2019 بواسطة Netflix . في 17 أكتوبر 2019، أعلنت Netflix أن الفيلم قد شاهده أكثر من 40 مليون مشاهد بعد عرضه على منصتهم.

## استقبال

### استجابة نقدية
تلقى فيلم الهوس السري مراجعات سلبية من النقاد. على Rotten Tomatoes ، حصل على موافقة 31 ٪ بناءً على 16 تعليقًا بمتوسط مرجح 2.68 / 10.

## روابط خارجية
- مقالات تستعمل روابط فنية بلا صلة مع ويكي بيانات